# Susi Jirkuff

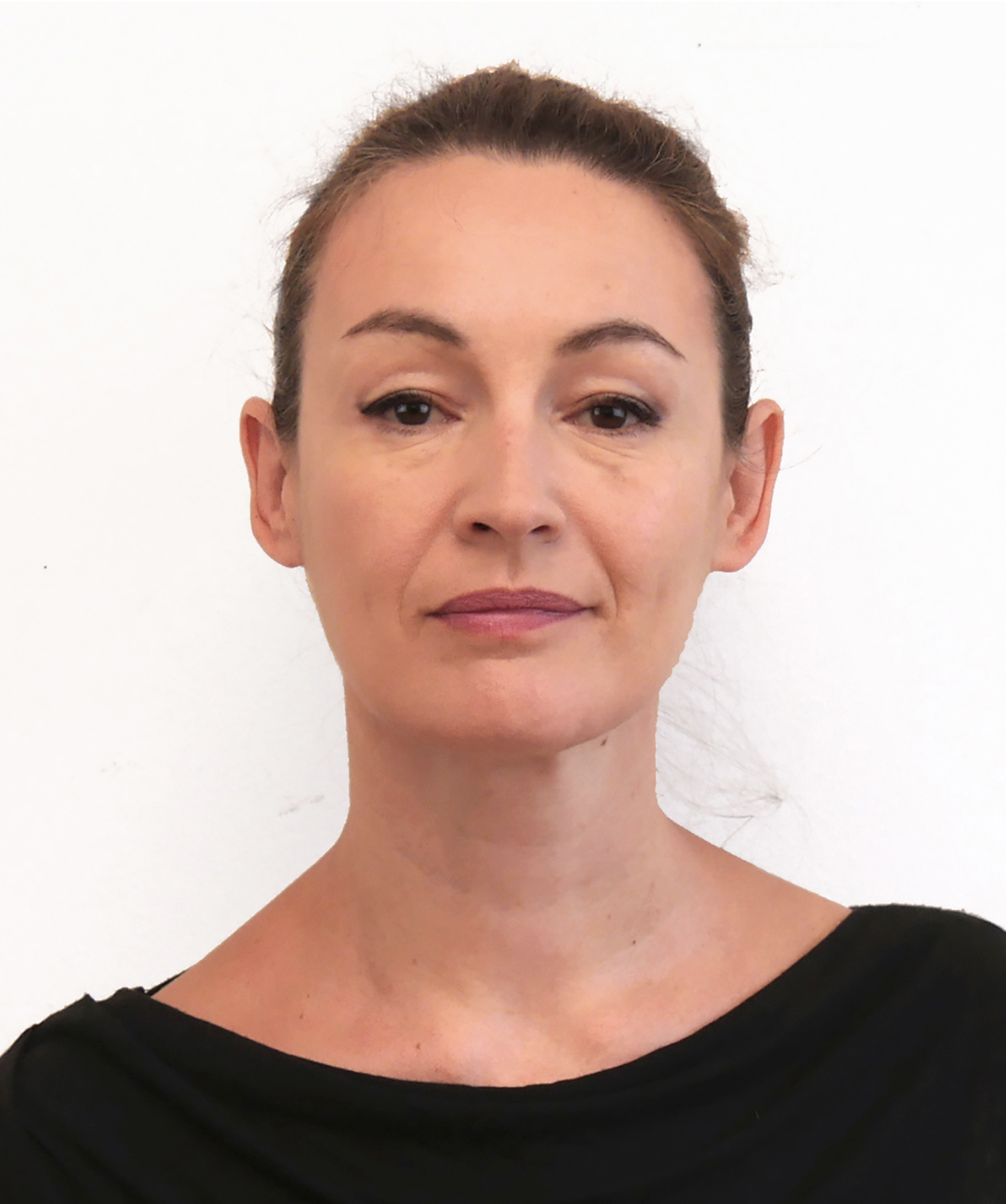
Susi Jirkuff, 2016

Susi Jirkuff, eigentlich Susanne Jirkuff (* 14. September 1966 in Linz) ist eine österreichische Künstlerin. Sie lebt und arbeitet in Wien.

## Werdegang
Jirkuff studierte an der Universität für künstlerische und industrielle Gestaltung Linz Metallplastik in der Klasse von Helmuth Gsöllpointner und absolvierte ein Erasmus-Stipendium an der University of East London. 2020 beendete Jirkuff ein PhD in practice an der Universität für künstlerische und industrielle Gestaltung Linz.

## Werk
Susi Jirkuff thematisiert in ihrer künstlerischen Arbeit die mediale Konstruktion von Realität, die Darstellung von (sub)urbanem Leben und anonymisierten Räumen, und soziale Isolation. Zu den bevorzugten künstlerischen Medien zählen die Zeichnung, die auf unterschiedliche Weise zum Einsatz kommt, Videoanimation und Rauminstallation.

## Lehrtätigkeit
Von 1996 bis 2001 war Susi Jirkuff Hochschulassistentin am Institut für Raum und Design an der Universität für künstlerische und industrielle Gestaltung Linz. Seit 2010 lehrt sie dort Animationsfilm. Seit 2014 hält sie einen Lehrauftrag an der Universität zu Köln am Institut für Kunst und Kunsttheorie.

## Mitgliedschaften
Susi Jirkuff ist Mitglied der Vereinigung bildender KünstlerInnen Wiener Secession.

## Filmografie (Auswahl)
- 2019 Vermessung der Distanz[3]
- 2017 The Bow Quarter
- 2015 G_Girls (Ginny), G_Girls (Gracie)[4]
- 2012 C_Reality Check
- 2011 B_The Bitch
- 2010 A_ The Artist
- 2005 Siggi, Leon, Hong John, Mother, Eugenio
- 2001 Remote Control
- 1999 Orte, so scheint es

## Auszeichnungen und Stipendien
- 2024 Kulturpreis des Landes Oberösterreich (Sparte Film und Video)[5][6]
- 2017 Preis des Landes Kärnten, Grafikwettbewerb, Tirol[7]
- 2016 Outstanding Artist Award für Film des Bundeskanzleramtes Österreich[8]
- 2016 One day animation film festival der ASIFA Austria: BEST AUSTRIAN ANIMATION 2016: Hauptpreis / 1st prize[9]
- 2015 Gabriele-Heidecker-Preis / Linz[10]
- 2012 Margret Bilger Stipendium des Landes Oberösterreich (für Magic Room)
- 2007 Staatsstipendium Bildende Kunst
- 2006 Hilde Goldschmidt Preis
- 2000 Schindlerstipendium des MAK für Los Angeles
- 1998 Fotografiestipendium London, Bundeskanzleramt

## Ausstellungen (Auswahl)
- 2013 Wild Wood, Secession Wien[11]
- 2012 Rainy Days, Medienturm, Graz[12]
- 2010 Videorama, Kunsthalle Wien[13]

## Filmfestivals (Auswahl)
- 2020 Diagonale, Tricky Women Wien
- 2019 London International Animation Filmfestival, Annecy[14]
- 2016 Annecy, Animafest Zagreb, Animateka, Crossing Europe, EMAF, u. a.

## Bibliografie / Ausstellungskataloge
- 2014 Wild Wood[15]
- 2013 I walk this way in a certain kind of feeling[16]